# Pokémon: Black & White - Rivaliserende Lotsbestemmingen
Pokémon: Black & White - Rivaliserende Lotsbestemmingen is het vijftiende seizoen van de animatieserie Pokémon. Dit seizoen wordt opgevolgd door Pokémon: Black & White - Avonturen in Unova en daarbuiten en voorafgegaan door Pokémon: Black & White. De Amerikaanse productie lag in handen van The Pokémon Company. De originele Amerikaanse titel luidt Pokémon: Black & White - Rival Destinies of Pokémon BW: Rival Destinies. Het vijftiende seizoen is het eerste seizoen met een naar het Nederlands vertaalde subtitel.

## Uitzending
Dit seizoen werd oorspronkelijk uitgezonden in weekendse uitzending (zaterdag en zondag) tijdens seizoen 2012-2013 op kinderzender Disney XD, gevolgd door enkele herhalingen op dezelfde zender. In België was het te zien op VIER.

## Verhaallijn
Ash, Iris en Cilan vervolgen hun reis door de Unova-regio.

## Rolverdeling
| Hoofdrollen                       | Hoofdrollen                                           | Hoofdrollen        | Hoofdrollen        |
| Personage                         | Nederlandse versie                                    | Amerikaanse versie | Japanse versie     |
| --------------------------------- | ----------------------------------------------------- | ------------------ | ------------------ |
| Verteller                         | Jeroen Keers                                          | Rodger Parsons     | Unshō Ishizuka     |
|                                   |                                                       |                    |                    |
| Ash Ketchum                       | Christa Lips                                          | Sarah Natochenny   | Rica Matsumoto     |
| Iris                              | José Kroon                                            | Eileen Stevens     | Aoi Yuki           |
| Cilan                             | Jurjen van Loon                                       | Jason Griffith     | Mamoru Miyano      |
| Pikachu                           | Ikue Ōtani                                            | Ikue Ōtani         | Ikue Ōtani         |
|                                   |                                                       |                    |                    |
| Jessie                            | Hilde de Mildt                                        | Michelle Knotz     | Megumi Hayashibara |
| James                             | Paul Disbergen                                        | Jimmy Zoppi        | Miki Shinichirou   |
| Meowth                            | Bas Keijzer (afl. 1-8, 14-) Fred Meijer (afl. 9 - 12) | Jimmy Zoppi        | Inuko Inuyama      |
|                                   |                                                       |                    |                    |
| Zuster Joy                        | Lizemijn Libgott                                      | Michelle Knotz     | Ayako Shiraishi    |
| Agent Jenny                       | Edna Kalb                                             | Emily Williams     | Chiaki Takahashi   |
| Delia Ketchum                     | Beatrijs Sluijter                                     | Michelle Knotz     | Masami Toyoshima   |
| Professor Oak                     | Florus van Rooijen                                    | Jimmy Zoppi        | Unshô Ishizuka     |
| Stadionomroeper                   | Huub Dikstaal                                         | ???                | ???                |
| Dexter (PokéDex) (mannelijke dex) | Just Meijer                                           | Marc Thompson      | Unshō Ishizuka     |
| Tracey                            | Rolf Koster                                           | Craig Blair        | Tomokazu Seki      |

## Muziek

### Leader
De Nederlandstalige leader Wij Samen Zetten Door (Waarheen De Weg Ook Leidt) is ingezongen door Anneke Beukman, Franky Rampen, en Sophie Peelen. Het is gebaseerd op het Amerikaanse origineel Rival Destinies. Het liedje werd gecomponeerd door John Loeffler en David Wolfert en duurt dertig seconden in totaal. Een langere versie is deel van de film Kyurem VS het Zwaard der Gerechtigheid onder de titel Wij Zetten Samen Door.

### Cd
De leader Wij Samen Zetten Door (Waarheen De Weg Ook Leidt) is tot op heden niet uitgebracht op cd.

## Dvd-uitgave
Het vijftiende seizoen is tot op heden niet op dvd verschenen.

## Afleveringen
| Seizoen 15 Pokémon BW: Rivaliserende Lotsbestemmingen | Seizoen 15 Pokémon BW: Rivaliserende Lotsbestemmingen | Seizoen 15 Pokémon BW: Rivaliserende Lotsbestemmingen | Seizoen 15 Pokémon BW: Rivaliserende Lotsbestemmingen |
| Nr.                                                   | Afleveringtitel                                       | Nr.                                                   | Afleveringtitel                                       |
| ----------------------------------------------------- | ----------------------------------------------------- | ----------------------------------------------------- | ----------------------------------------------------- |
| 01                                                    | Doe mee Elesa, elektrificerende gymleader             | 26                                                    | Vechten tegen de blaadjesdieven                       |
| 02                                                    | Een oogverblindend gevecht in de Nimbasa-gym          | 27                                                    | Een oeroude confrontatie (1)                          |
| 03                                                    | Verdwaald in de stempelrace                           | 28                                                    | Een oeroude confrontatie (2)                          |
| 04                                                    | Ash tegen de kampioen                                 | 29                                                    | Evolutie door vuur                                    |
| 05                                                    | Een Maractus musical                                  | 30                                                    | De beschermheer van de berg beschermen                |
| 06                                                    | De vier seizoenen van Sawsbuck                        | 31                                                    | Pas op: ijzige gevechtsomstandigheden!                |
| 07                                                    | Scraggy en de veeleisende Gothita                     | 32                                                    | Botsing tussen de deskundigen                         |
| 08                                                    | De eenzame Deino                                      | 33                                                    | Een Ferroseed-krisis                                  |
| 09                                                    | De machtige accelwachter schiet te hulp               | 34                                                    | Ode aan de defensiemacht                              |
| 10                                                    | Een roep om broederliefde                             | 35                                                    | Lol trappen in de Virbank-gym (1)                     |
| 11                                                    | Een einde maken aan de razernij van de legendes (1)   | 36                                                    | Lol trappen in de Virbank-gym (2)                     |
| 12                                                    | Een einde maken aan de razernij van de legendes (2)   | 37                                                    | Alles ter liefde van Meloetta                         |
| 13                                                    | Vechten tegen de koning van de mijnen                 | 38                                                    | Piplup, Pansage en een oude bekende                   |
| 14                                                    | Crisis in de Chargestone Cave                         | 39                                                    | Expeditie naar Onix Island                            |
| 15                                                    | De spanning van een evolutieverwisseling              | 40                                                    | Het mysterie van de vermiste Cubchoo                  |
| 16                                                    | Ontdekkers van de ruïne van de held                   | 41                                                    | Iris en de venijnige Dragonite                        |
| 17                                                    | Vechten tegen de tiran                                | 42                                                    | Knokken voor de Junior-cup!                           |
| 18                                                    | De Bouffalant overbluffen                             | 43                                                    | Opnieuw verzet tegen het gezag                        |
| 19                                                    | Cilan vliegt eruit                                    | 44                                                    | En toen waren er nog maar drie!                       |
| 20                                                    | Een geweldig luchtgevecht                             | 45                                                    | Vaarwel Junior-cup, hallo avontuur                    |
| 21                                                    | Een klim naar de wensklok                             | 46                                                    | De weg naar Humilau                                   |
| 22                                                    | Het Explodon-toernooi begint                          | 47                                                    | Onrust in het dagverblijf                             |
| 23                                                    | Zoektocht naar de klubwinnaar                         | 48                                                    | Meloetta en de onderwatertempel                       |
| 24                                                    | Een Explodon van opwinding                            | 49                                                    | De overlevingskrisis van Unova                        |
| 25                                                    | Aanspraak maken op de Explodon-kroon                  | F15                                                   | Kyurem tegen het zwaard der gerechtigheid             |